# فهرست قسمت‌های کارآگاه حقیقی
کارآگاه حقیقی یک مجموعه آنتولوژی در ژانر درام جنایی است که توسط نیک پیزولاتو خلق شده‌است. نخستین قسمت فصل اول این سریال در تاریخ ۱۲ ژانویه ۲۰۱۴ از طریق شبکه اچ‌بی‌او به روی آنتن رفت. داستان هر فصل از سریال بر روی تحقیقات پلیس و کارآگاهی دربارهٔ یک جنایت خاص تمرکز دارد و تأثیر این حوادث را بر روی زندگی شخصی آن‌ها به تصویر می‌کشد. هر فصل روایت، شخصیت، و داستانی مستقل دارد.
تاکنون سه فصل از سریال تولید شده که هرکدام ۸ قسمت دارند و شامل ۲۴ اپیزود ۵۴ تا ۸۷ دقیقه‌ای هستند.

## نگاه کلی
| فصل | قسمت‌ها | قسمت‌ها | تاریخ اصلی روی آنتن رفتن | تاریخ اصلی روی آنتن رفتن |
| فصل | قسمت‌ها | قسمت‌ها | اولین بار                | آخرین بار                |
| --- | ------ | ------ | ------------------------ | ------------------------ |
| ۱   | ۸      | ۸      | ۱۲ ژانویه ۲۰۱۴           | ۹ مارس ۲۰۱۴              |
| ۲   | ۸      | ۸      | ۲۱ ژوئن ۲۰۱۵             | ۹ اوت ۲۰۱۵               |
| ۳   | ۸      | ۸      | ۱۳ ژانویه ۲۰۱۹           | ۲۴ فوریه ۲۰۱۹            |
| ۴   | ۶      | ۶      | ۱۴ ژانویه ۲۰۲۴           | ۱۸ فوریه ۲۰۲۴            |

## فصل‌ها و قسمت‌ها

### فصل ۱ (۲۰۱۴)
| شم. کلی | شم. در فصل | عنوان                       | کارگردان     | نویسنده      | تاریخ انتشار اصلی | ایالات متحده تعداد بیننده (میلیون) |
| ------- | ---------- | --------------------------- | ------------ | ------------ | ----------------- | ---------------------------------- |
| ۱       | ۱          | «تاریکی درخشان طولانی»      | کری فوکوناگا | نیک پیزولاتو | ۱۲ ژانویه ۲۰۱۴    | ۲٫۳۳                               |
| ۲       | ۲          | «دیدن چیزها»                | کری فوکوناگا | نیک پیزولاتو | ۱۹ ژانویه ۲۰۱۴    | ۱٫۶۷                               |
| ۳       | ۳          | «اتاق دربسته»               | کری فوکوناگا | نیک پیزولاتو | ۲۶ ژانویه ۲۰۱۴    | ۱٫۹۳                               |
| ۴       | ۴          | «چه کسی آنجا می‌رود»         | کری فوکوناگا | نیک پیزولاتو | ۹ فوریه ۲۰۱۴      | ۱٫۹۹                               |
| ۵       | ۵          | «سرنوشت نامعلوم تمام زندگی» | کری فوکوناگا | نیک پیزولاتو | ۱۶ فوریه ۲۰۱۴     | ۲٫۲۵                               |
| ۶       | ۶          | «خانه تسخیرشده»             | کری فوکوناگا | نیک پیزولاتو | ۲۳ فوریه ۲۰۱۴     | ۲٫۶۴                               |
| ۷       | ۷          | «بعد از آنکه تو رفتی»       | کری فوکوناگا | نیک پیزولاتو | ۲ مارس ۲۰۱۴       | ۲٫۳۴                               |
| ۸       | ۸          | «شکیل و خالی»               | کری فوکوناگا | نیک پیزولاتو | ۹ مارس ۲۰۱۴       | ۳٫۵۲                               |

### فصل ۲ (۲۰۱۵)
| شم. کلی | شم. در فصل | عنوان                        | کارگردان     | نویسنده                  | تاریخ انتشار اصلی | ایالات متحده تعداد بیننده (میلیون) |
| ------- | ---------- | ---------------------------- | ------------ | ------------------------ | ----------------- | ---------------------------------- |
| ۹       | ۱          | «کتاب وسترن مرده»            | جاستین لین   | نیک پیزولاتو             | ۲۱ ژوئن ۲۰۱۵      | ۳٫۱۷                               |
| ۱۰      | ۲          | «شب تو را خواهد یافت»        | جاستین لین   | نیک پیزولاتو             | ۲۸ ژوئن ۲۰۱۵      | ۳٫۰۵                               |
| ۱۱      | ۳          | «شاید فردا»                  | جانوس متس    | نیک پیزولاتو             | ۵ ژوئیه ۲۰۱۵      | ۲٫۶۲                               |
| ۱۲      | ۴          | «سقوط در راه است»            | جرمی پودسوا  | نیک پیزولاتو و اسکات لسر | ۱۲ ژوئیه ۲۰۱۵     | ۲٫۳۶                               |
| ۱۳      | ۵          | «زندگی‌های دیگر»              | جان کرولی    | نیک پیزولاتو             | ۱۹ ژوئیه ۲۰۱۵     | ۲٫۴۲                               |
| ۱۴      | ۶          | «کلیسا در خرابه‌ها»           | میگل سپاچنیک | نیک پیزولاتو و اسکات لسر | ۲۶ ژوئیه ۲۰۱۵     | ۲٫۳۴                               |
| ۱۵      | ۷          | «نقشه‌های سیاه و اتاق‌های متل» | دن اتیس      | نیک پیزولاتو             | ۲ اوت ۲۰۱۵        | ۲٫۱۸                               |
| ۱۶      | ۸          | «ایستگاه امگا»               | جان کرولی    | نیک پیزولاتو             | ۹ اوت ۲۰۱۵        | ۲٫۷۳                               |

### فصل ۳ (۲۰۱۹)
| شم. کلی | شم. در فصل | عنوان                    | کارگردان     | نویسنده                     | تاریخ انتشار اصلی                        | ایالات متحده تعداد بیننده (میلیون) |
| ------- | ---------- | ------------------------ | ------------ | --------------------------- | ---------------------------------------- | ---------------------------------- |
| ۱۷      | ۱          | «جنگ بزرگ و خاطرات مدرن» | جرمی سالنی‌یر | نیک پیزولاتو                | ۱۳ ژانویه ۲۰۱۹                           | ۱٫۴۴                               |
| ۱۸      | ۲          | «بوسه خداحافظی فردا»     | جرمی سالنی‌یر | نیک پیزولاتو                | ۱۳ ژانویه ۲۰۱۹                           | ۱٫۱۹                               |
| ۱۹      | ۳          | «هرگز بزرگ»              | دنیل سکهایم  | نیک پیزولاتو                | ۲۰ ژانویه ۲۰۱۹                           | ۱٫۰۶                               |
| ۲۰      | ۴          | «ساعت و روز»             | نیک پیزولاتو | نیک پیزولاتو و دیوید میلچ   | ۲۷ ژانویه ۲۰۱۹                           | ۱٫۴۵                               |
| ۲۱      | ۵          | «اگر تو اشباح داری»      | نیک پیزولاتو | نیک پیزولاتو                | ۱ فوریه ۲۰۱۹ (online) ۳ فوریه ۲۰۱۹ (HBO) | ۰٫۸۸                               |
| ۲۲      | ۶          | «شکارچیان در تاریکی»     | دنیل سکهایم  | گراهام گوردی و نیک پیزولاتو | ۱۰ فوریه ۲۰۱۹                            | ۱٫۲۵                               |
| ۲۳      | ۷          | «آخرین کشور»             | دنیل سکهایم  | نیک پیزولاتو                | ۱۷ فوریه ۲۰۱۹                            | ۱٫۳۲                               |
| ۲۴      | ۸          | «اکنون پیدا شدم»         | دنیل سکهایم  | نیک پیزولاتو                | ۲۴ فوریه ۲۰۱۹                            | ۱٫۳۸                               |